# Jason Dunham
Jason Dunham (10 novembre 1981 – 22 avril 2004) est un militaire américain. Caporal dans le Corps des Marines des États-Unis, il a reçu la médaille d'honneur (Medal of honor) le 11 janvier 2007 par le président George W. Bush, pour sa bravoure en opération en Irak. Il se coucha sur une grenade qui allait exploser durant un combat vers la frontière syrienne en vue de protéger plusieurs de ses compagnons.

## Biographie
Jason Dunham est né le 10 novembre 1981 à Scio (New York) où il réside toute sa vie avec ses parents, Daniel et Debra, ses deux frères et sa sœur. Il est diplômé de l’école secondaire de Scio en 2000, où il a aussi joué au basket-ball avec l’équipe de l'école. Dunham rejoint le Corps des Marines en 2000. Après un passage au United States Marine Corps Recruit Training (en), il en ressort diplômé le 27 octobre 2000. Il sert dans les forces de sécurité à la Base navale de Kings Bay en Géorgie jusqu'en 2003. Au début de 2004, il sert comme chef d'escouade en Irak avec le 4e peloton, compagnie K, 3e bataillon , 7e Régiment de Marines, 1re division des Marines, I Marine Expeditionary Force. Son unité est basée à Al-Karābilah (en).
Le 14 avril 2004, le convoi du commandant de bataillon est attaqué près d'Husaybah, et le 4e peloton est envoyé en patrouille pour enquêter. Dunham et son équipe interceptent un certain nombre de voitures repérées près de la scène de l'attaque à la recherche d'armes. Lors de cette patrouille, l'équipe est approchée par un Toyota Land Cruiser blanc et découvre un AK-47, le conducteur est alors sorti afin d'attaquer les Marines dans une tentative de fuite. Dunham tente alors de maitriser le conducteur dans un combat au corps-à-corps. Pendant le combat, il perd une grenade Mills 36M. Dunham, pour sauver le reste de ses hommes, se jette délibérément sur la grenade, la couvrant d'abord avec son casque PASGT pour se protéger de l'explosion,. Dunham, l'insurgé et deux autres marines à proximité, sont blessés par des éclats de la grenade. Le combattant ennemi tente de s'enfuir, mais il est abattu lors de sa tentative.
Le caporal Dunham est grièvement blessé par l'explosion, et il est immédiatement évacué. Après quelques jours de transport, il arrive au Walter Reed National Military Medical Center de Bethesda, Maryland dans le coma, où il est soigné pour ses blessures. Après avoir été diagnostiqué avec des lésions cérébrales et dans un état jugé trop grave pour récupérer, on lui débranche toutes assistances médicales huit jours plus tard, le 22 avril 2004,,. Peu de temps auparavant, le commandant du Corps des Marines Michael Hagee (en) propose Dunham pour la Purple Heart. Les parents de Dunham sont à son chevet lors de sa mort. Il est enterré dans le cimetière de Fairlawn Scio.
En 2004, Michael M. Phillips, rédacteur pour le Wall Street Journal, écrit un article résumant les actions de Dunham qui parait dans l'édition du 25 mai. En 2005, Phillips publie The Gift of Valor: A War Story, qui raconte l'histoire et la vie de Dunham.

## Honneurs et récompenses

### Décorations militaires
Ces décorations incluent :
| A light blue ribbon with five white five pointed stars |  |  |  |  |  |
|                                                        |  |  |  |  |  |
| Bronze star                                            |  |  |  |  |  |
|                                                        |  |  |  |  |  |

| Medal of Honor                         | Medal of Honor                         | Purple Heart                          | Purple Heart                          | Combat Action Ribbon               | Combat Action Ribbon               |
| Navy Meritorious Unit Commendation     | Navy Meritorious Unit Commendation     | Marine Corps Good Conduct Medal       | Marine Corps Good Conduct Medal       | National Defense Service Medal     | National Defense Service Medal     |
| Iraq Campaign Medal w/ 1 campaign star | Iraq Campaign Medal w/ 1 campaign star | Global War on Terrorism Service Medal | Global War on Terrorism Service Medal | Navy Sea Service Deployment Ribbon | Navy Sea Service Deployment Ribbon |
| Sharpshooter Rifle marksmanship badge  | Sharpshooter Rifle marksmanship badge  | Sharpshooter Rifle marksmanship badge | Expert Pistol marksmanship badge      | Expert Pistol marksmanship badge   | Expert Pistol marksmanship badge   |

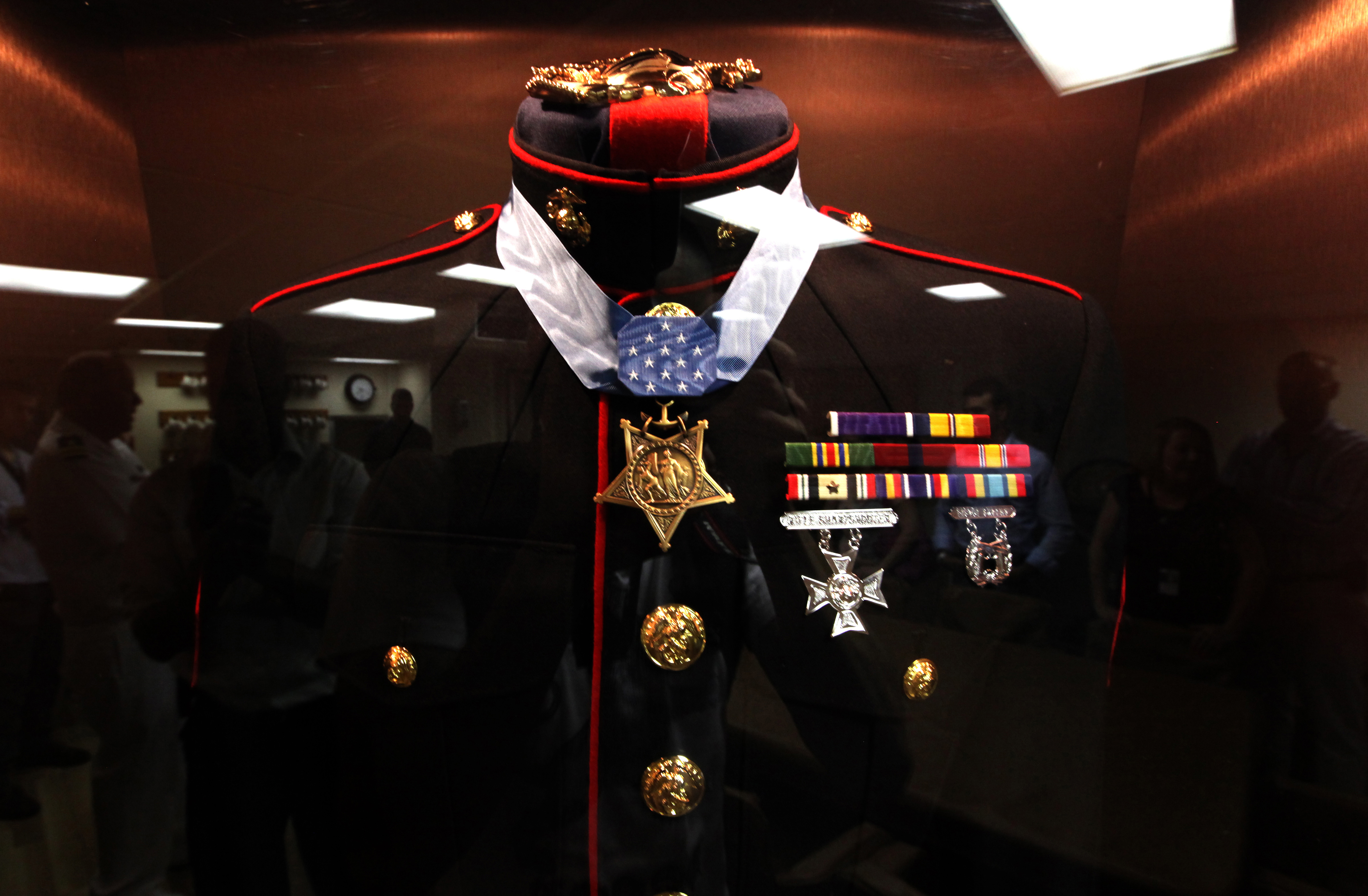
L'uniforme de Dunham exposé à bord de l'USS Jason Dunham (en)
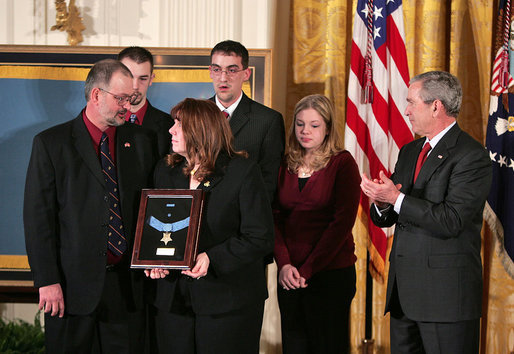
Le président George W. Bush présente la Médaille d'Honneur à la famille de Jason Dunham lors d'une cérémonie dans la East Room le 11 janvier 2007

### Medal of Honor
Peu de temps après sa mort, le lieutenant-colonel Matthew Lopez, commandant de Dunham, commence le processus afin de lui décerner la Medal of Honor, la plus haute distinction aux États-Unis pour bravoure au combat. Le 10 novembre 2006, lors de l'inauguration du National Museum of the Marine Corps (en), le président George W Bush annonce que le caporal Dunham recevrait la Medal of Honor, faisant de lui le deuxième récipiendaire de la guerre en Irak et le premier issu des Marines depuis la guerre du Vietnam. Le président George W. Bush présente la Médaille d'Honneur à la famille de Jason Dunham lors d'une cérémonie dans la East Room le 11 janvier 2007,

#### Citation
Le président des États-Unis au nom du Congrès est fier de présenter la Médaille d'Honneur à titre posthume au caporal Jason L. Dunham du corps des marines pour service tel qu'indiqué dans la citation suivante :
« For conspicuous gallantry and intrepidity at the risk of his life above and beyond the call of duty while serving as Rifle Squad Leader, 4th Platoon, Company K, Third Battalion, Seventh Marines (Reinforced), Regimental Combat Team 7, First Marine Division (Reinforced), on 14 April 2004. Corporal Dunham's squad was conducting a reconnaissance mission in the town of Karabilah, Iraq, when they heard rocket-propelled grenade and small arms fire erupt approximately two kilometers to the west. Corporal Dunham led his Combined Anti-Armor Team towards the engagement to provide fire support to their Battalion Commander's convoy, which had been ambushed as it was traveling to Camp Husaybah. As Corporal Dunham and his Marines advanced, they quickly began to receive enemy fire. Corporal Dunham ordered his squad to dismount their vehicles and led one of his fire teams on foot several blocks south of the ambushed convoy. Discovering seven Iraqi vehicles in a column attempting to depart, Corporal Dunham and his team stopped the vehicles to search them for weapons. As they approached the vehicles, an insurgent leaped out and attacked Corporal Dunham. Corporal Dunham wrestled the insurgent to the ground and in the ensuing struggle saw the insurgent release a grenade. Corporal Dunham immediately alerted his fellow Marines to the threat. Aware of the imminent danger and without hesitation, Corporal Dunham covered the grenade with his helmet and body, bearing the brunt of the explosion and shielding his Marines from the blast. In an ultimate and selfless act of bravery in which he was mortally wounded, he saved the lives of at least two fellow Marines. By his undaunted courage, intrepid fighting spirit, and unwavering devotion to duty, Corporal Dunham gallantly gave his life for his country, thereby reflecting great credit upon himself and upholding the highest traditions of the Marine Corps and the United States Naval Service, »

### Mémoire

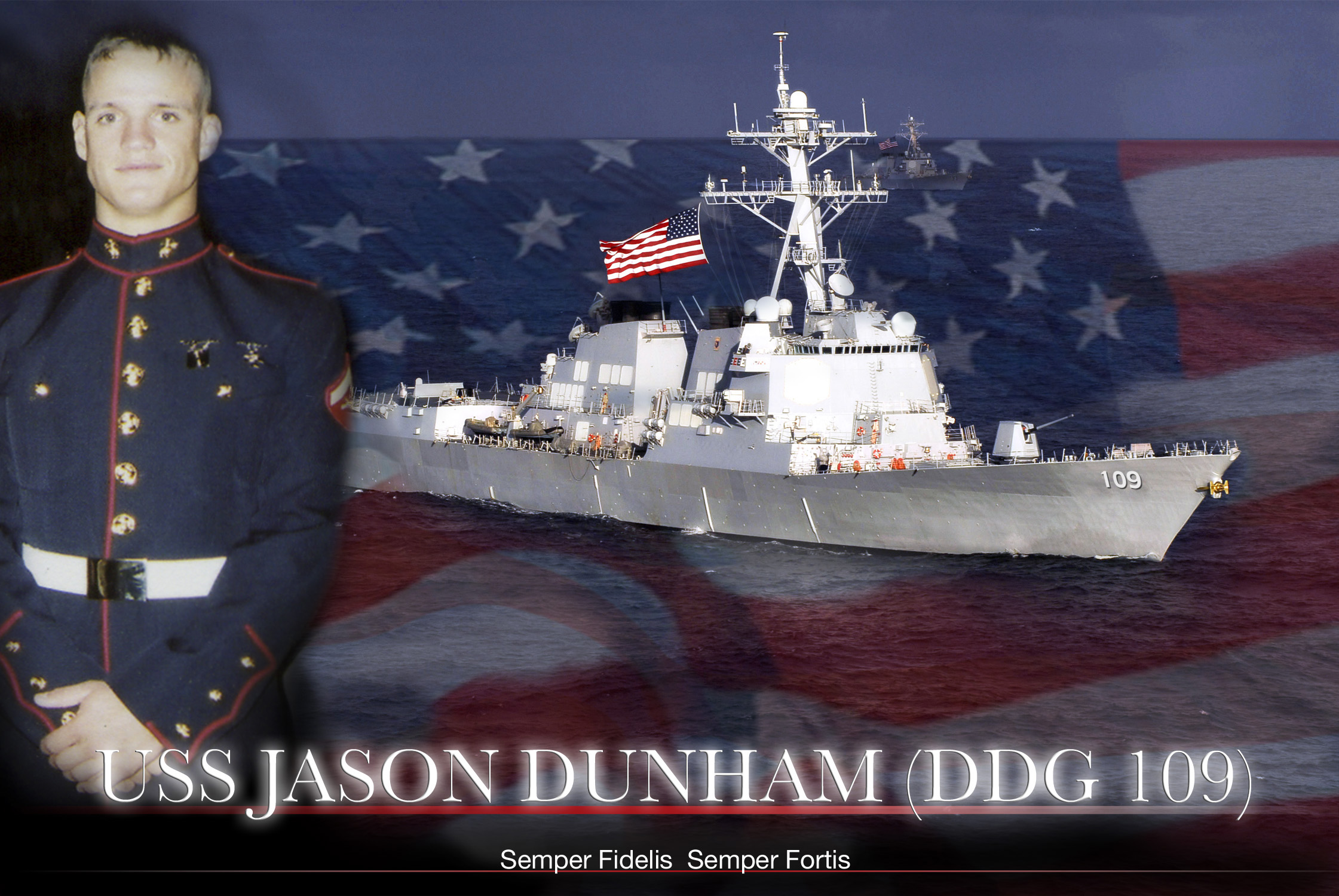
L'USS Jason Dunham (DDG-109).

En plus de la médaille d'honneur et d'autres décorations militaires, la mémoire de Dunham a également été honorée par :
- l'USS  Jason Dunham  (DDG-109) (en) : Le 20 mars 2007, la Marine a indiqué qu'un nouveau destroyer de classe Arleigh Burke serait nommé USS Jason Dunham (DDG-109), en son honneur. Lors d'une cérémonie officielle à Scio le 23 mars 2007, le secrétaire à la Marine Donald C. Winter a officiellement annoncé le nom du DDG-109[14],[15]. La quille est posée lors d'une cérémonie le 11 avril 2008, au chantier naval Bath Iron Works à Bath (Maine)[16]. Le navire est baptisé le 1er août 2009, avec la mère de Dunham, Debra agissant en tant que marraine du navire[17],[18]. Parmi les membres de la famille et les fonctionnaires présents au baptême étaient également présents le commandant de la compagnie Kilo de Dunham, le major Trent Gibson, ainsi que Sgt Bill Hampton et le Cpl Kelly Miller, dont la vie a été sauvée par Dunham, et le général Hagee. Un morceau d'un casque de Dunham est enfermé dans le mât du navire[19],[20]. L’USS Jason Dunham est entré en service en novembre 2010[21].
- Le bureau de l'United States Post Office de Scio est rebaptisé Corporal Jason L. Dunham Post Office[22].
- La Marine Corps Security Force Barracks à la Base navale de Kings Bay en Géorgie est rebaptisé Corporal Jason Dunham Barracks[23].